# Birgitta Rydberg
Birgitta Rydberg, född 1951, är en svensk politiker (Liberalerna), verksam främst inom hälso- och sjukvård.
Birgitta Rydberg är vice ordförande i styrelsen för Stockholms Konserthusstiftelse. Hon var landstingsråd i Stockholms läns landsting 1986-1988 och 2002-2014, sjukvårdslandstingsråd i majoritet 2006-2014. 2002-2014 var hon gruppledare för Folkpartiet i landstinget. Hon var varit partistyrelseledamot 1995–2013, andre vice ordförande i hälso- och sjukvårdsdelegationen och styrelseledamot i Sveriges Kommuner och Landsting . Rydberg har också varit ordförande för Noaks Ark Stockholm, vice ordförande för Stockholms konstråd och suttit i styrelsen för Socialstyrelsen. Yrkesbakgrund som sjukgymnast. Rydberg har varit en av de ledande förespråkarna av husläkartanken, senast genom Vårdval Stockholm, samt för psykiatrireformer. Hon har gjort sig känd som en ledande företrädare för tanken på ett narkotikafritt samhälle.